# Residência oficial

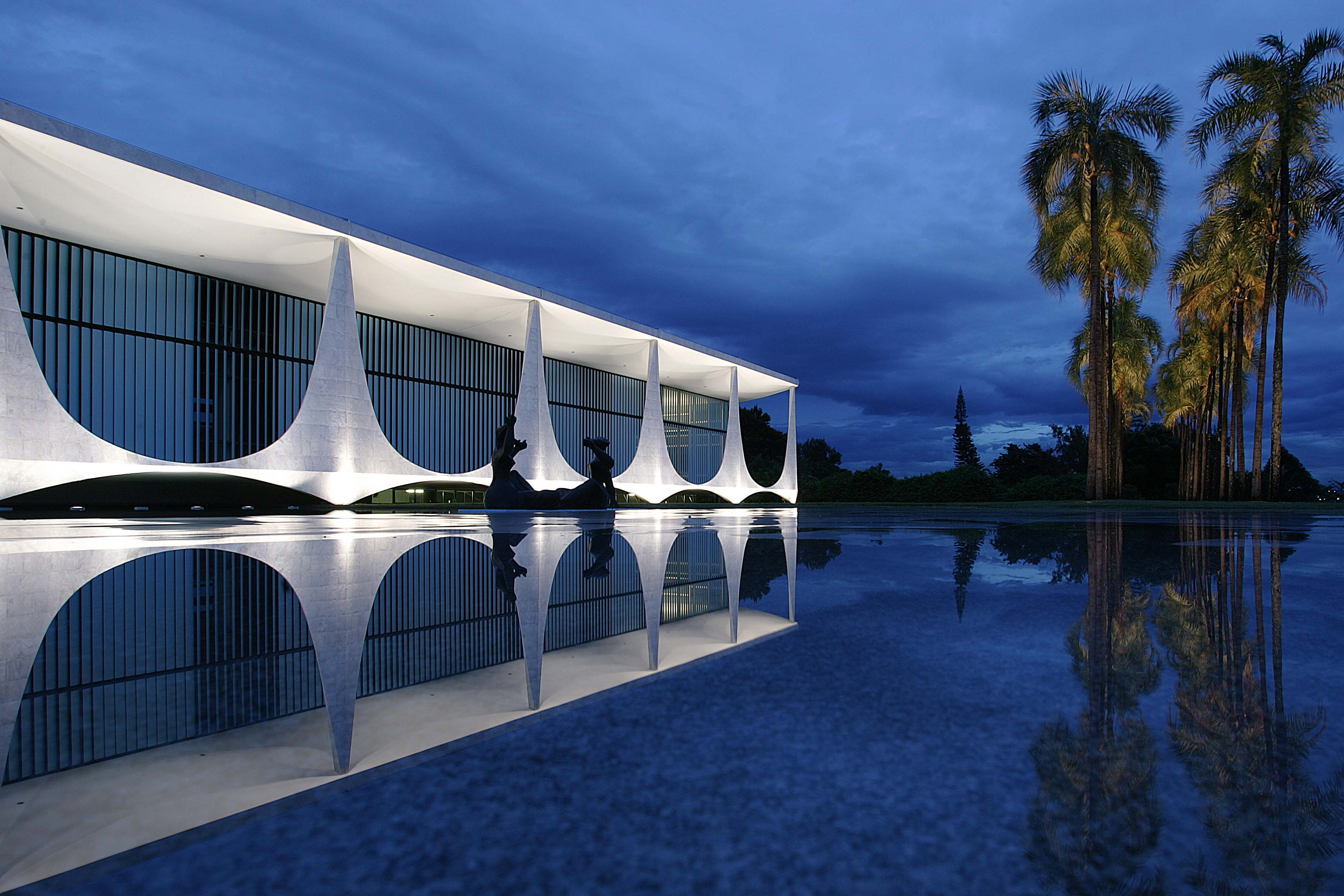
Palácio da Alvorada, residência oficial do Presidente da República do Brasil.

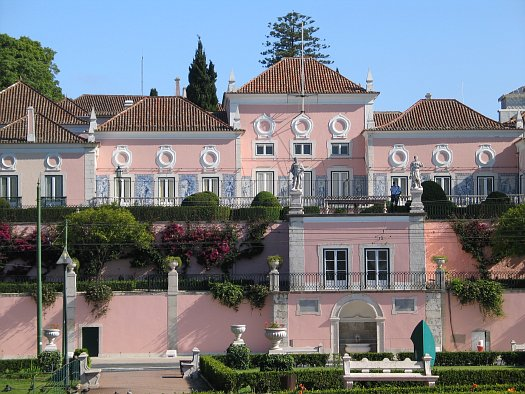
Palácio de Belém, Residência Oficial do Presidente da República de Portugal.

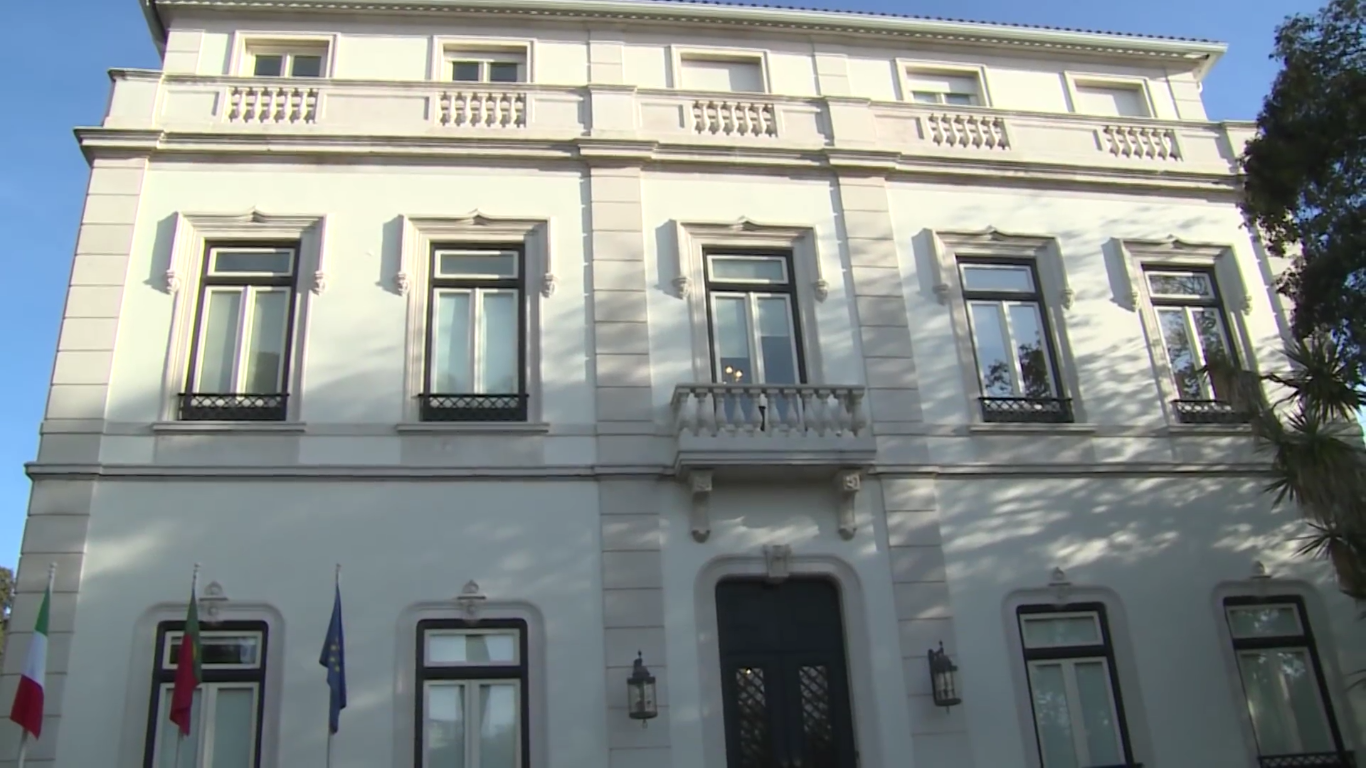
Palacete de São Bento, Residência Oficial do Primeiro-Ministro de Portugal.

Uma residência oficial é a residência de chefe de Estado, chefe de governo, governador ou outra figura equivalente. Pode ser o mesmo local onde executam seu trabalho.

## África

### África do Sul[2]
- Residência Genadendal, em Groote Schuur (presidente)

### Angola
- Palácio Presidencial

### Argélia
- El Mouradia

### Cabo Verde
- Palácio da Unidade

### Camarões
- Palácio da Unidade

### Egito
- Palácio de Abdeen (presidente)
- Palácio de Ras Al-Teen (presidente)

### Eritreia
- Gabinete Presidencial de Asmara (presidente)

### Gambia
- State House

### Gana
- Forte de Christiansborg, reconhecida pela legislação (presidente)
- Casa do Jubileu de Ouro, (oficial)[3]

### Lesoto
- Palácio real do Lesoto (Monarca)

### Libéria
- Mansão Executiva

### Marrocos
- Palácio real de Rabat (Monarca)

### Moçambique
- Palácio da Ponta Vermelha

### Quênia
- State House

### Tunísia
- Palácio de Cartago (Presidente)

## América do Norte

### Canadá
- Rideau Hall (governador-geral)
- 24 Sussex Drive (primeiro-ministro)[4]

### Estados Unidos
- Casa Branca (presidente)
- Camp David (veraneio)
- Number One Observatory Circle (vice-presidente)
- Blair House (visitas de estado)

### México
- Los Pinos
- Palácio Nacional

## América Central

### Haiti
- Palácio Nacional

### Trindade e Tobago
- Casa do Presidente

## América do Sul

### Argentina
- Casa Rosada, (presidência)
- Quinta de Olivos, (residência oficial dos presidentes)
- Residência Oficial do Chapadmalal (veraneio)[5]

### Bolívia
- Casa Grande del Pueblo (sede oficial da presidência)[6]

### Brasil
- Palácio da Alvorada (residência do presidente)
- Palácio do Planalto (gabinete)
- Granja do Torto (veraneio)
- Palácio Rio Negro (veraneio)
- Palácio do Jaburu (Vice-presidente)

### Chile
- Palácio de La Moneda (gabinete)

### Colômbia
- Casa de Nariño

### Equador
- Palácio de Carondelet

### Guiana
- State House

### Paraguai
- Mburuvicha Róga (residência presidencial particular)
- Palacio de los López (gabinete)

### Peru
- Palácio do Governo do Peru

### Uruguai
- Torre Executiva

### Venezuela
- Palácio de Miraflores (residência oficial até 1964; atual sede de governo)
- La Casona (residência presidencial)

## Ásia

### Afeganistão
- Arg (Presidente)[7]

### Brunei
- Istana Nurul Iman (Sultão)

### Camboja
- Palácio Real de Phnom Penh (Família Real)

### China
- Zhongnanhai

### Coreia do Sul
- Casa Azul (Presidente)

### Filipinas
- Palácio de Malacañan (Presidente)

### Hong Kong
- Government House  (Chefe do Executivo)
- Fanling Lodge (veraneio do Chefe Executivo)

### Índia
- Rashtrapati Bhavan (Presidente)
- 7, Lok Kalyan Marg (Primeiro-ministro)

### Indonésia
- Palácio de Merdeka (Presidente)

### Irã
- Palácio Sa'dābād (Presidente)

### Israel
- Beit HaNassi (Presidente)
- Beit Aghion (Primeiro-ministro)

### Japão
- Kokyo (Família Imperial)
- Kantei (Primeiro-ministro)

### Macau
- Palácio de Santa Sancha (Chefe do Executivo)

### Malásia
- Istana Negara (Sultão)

### Maldivas
- Muliaage (Presidente)

### Paquistão
- Aiwan-e-Sadr (Presidente)

### Singapura
- Istana (Presidente)

### Tailândia
- Grande Palácio de Bangkok (Monarca)
- Palácio Chitralada (Família Real)

### Taiwan
- Palácio Presidencial de Taipei (gabinete)
- Zhongxing (residência)

### Turcomenistão
- Palácio de Türkmenbaşy (Presidente)

### Turquia
- Palacio Çankaya (Presidente)

### Vietnã
- Palácio Presidencial (Presidente)

## Europa

### Alemanha
- Palácio de Bellevue (Presidente)
- Chancelaria Federal (Chanceler)

### Áustria
- Hofburg (Presidente)

### Bélgica
- Palácio Real de Bruxelas (Monarca)
- Castelo Real de Laeken (Família Real)

### República Checa
- Castelo de Praga (Presidente)

### Dinamarca
- Palácio de Amalienborg (Família Real)

### Eslováquia
- Palácio de Grassalkovich (Presidente)

### Espanha
- Palácio Real de Madrid (Monarca)
- Palácio da Zarzuela (Família Real)
- Palácio da Moncloa (Primeiro-ministro)

### Estônia
- Palácio Kadriorg (Presidente)

### França
- Palácio do Eliseu (Presidente)
- Hôtel Matignon (Primeiro-ministro)

### Grécia
- Palácio Presidencial da Grécia (Presidente)
- Mansão Máximos (Primeiro-ministro)

### Holanda
- Palácio Noordeinde (Família Real)
- Palácio Real de Amesterdão (Monarca)
- Catshuis (Primeiro-ministro)

### Hungria
- Palácio Sándor (Presidente)

### Irlanda
- Áras an Uachtaráin (Presidente)

### Itália
- Palácio do Quirinal (Presidente)
- Palazzo Chigi (Primeiro-ministro)

### Letônia
- Castelo de Riga (Presidente)

### Lituânia
- Palácio Presidencial Lituano (Presidente)

### Luxemburgo
- Palácio Grão-ducal

### Mônaco
- Palais de Monaco

### Noruega
- Palácio Real de Oslo (Família Real)

### Polônia
- Palácio Presidencial Polonês (Presidente)

### Portugal
- Palácio de Belém (Presidente da República)
- Palácio da Cidadela de Cascais (Residência de verão do Presidente da República)
- Paço dos Duques (Residência do Presidente da República na Região Norte)
- Edifício novo do Palácio de São Bento[8] (Presidente da Assembleia da República)
- Palacete de São Bento (Primeiro-Ministro)
- Palácio das Laranjeiras (Ministro da Ciência, Tecnologia e Ensino Superior)
- Palácio das Necessidades (Ministro dos Negócios Estrangeiros)
- Palácio da Ajuda (Ministro da Cultura)
- Forte de São Julião da Barra (Ministro da Defesa Nacional)
- Palácio de Queluz (Chefes de Estado estrangeiros em Portugal)
- Terreiro do Paço (Restantes Ministros de Portugal)
- Mosteiro de São Vicente de Fora (Cardeal Patriarca de Lisboa)
- Residência oficial de Monsanto (Presidente da Câmara Municipal de Lisboa)
- Quinta Vigia (Presidente do Governo Regional da Madeira)
- Palácio de Santana (Presidente do Governo Regional dos Açores)

### Reino Unido
- Palácio de Buckingham (Família Real)
- 10 Downing Street (Primeiro-ministro)
- Castelo de Windsor (Monarca, na Inglaterra)
- Palácio de Holyrood (Monarca, na Escócia)
- Bute House (Primeiro-ministro da Escócia)
- Palácio de Westminster (Lord Speaker)
- Lambeth Palace (Arcebispo da Cantuária)

### Rússia
- Grande Palácio do Kremlin (Presidente)
- Zavidovo (Presidente)
- Casa Branca de Moscou (Primeiro-ministro)

### Suécia
- Palácio Real de Estocolmo (Monarca)
- Palácio de Drottningholm (Família Real)
- Casa Sagerska (Primeiro-ministro)

### Ucrânia
- Palácio Mariyinsky

### Vaticano
- Palácio Apostólico